# Petrivka, Skadovsk
Petrivka (în ucraineană Петрівка) este un sat în comuna Șevcenka din raionul Skadovsk, regiunea Herson, Ucraina.

## Demografie
Componența lingvistică a localității Petrivka
     Ucraineană (88,71%)
     Rusă (7,09%)
     Alte limbi (0,26%)
Conform recensământului din 2001, majoritatea populației localității Petrivka era vorbitoare de ucraineană (88,71%), existând în minoritate și vorbitori de rusă (7,09%) și armeană (3,94%).